# U-19-Fußball-Europameisterschaft 2007
Die U-19-Fußball-Europameisterschaft 2007 wurde vom 16. bis zum 27. Juli 2007 als 23. U-19-Fußball-Europameisterschaft in Österreich ausgetragen. Sieger wurde Titelverteidiger Spanien mit einem 1:0-Erfolg gegen Griechenland. Die deutsche Nachwuchsauswahl scheiterte im Halbfinale, Gastgeber Österreich schied bereits in der Vorrunde aus. Die Schweiz konnte sich nicht für das Turnier qualifizieren.

## Modus
Die acht qualifizierten Mannschaften wurden auf zwei Gruppen zu je vier Mannschaften aufgeteilt. Innerhalb der Gruppen spielte jede Mannschaft einmal gegen jede andere. Die zwei Gruppenersten bestritten das Halbfinale. Die Halbfinalsieger erreichten das Endspiel.

## Teilnehmer
Am Turnier nahmen folgende Mannschaften teil:
- Deutschland: Martin Männel (Energie Cottbus), Daniel Schwaab (SC Freiburg), Arne Feick (Energie Cottbus), Benedikt Höwedes  (FC Schalke 04), Alexander Eberlein  (TSV 1860 München), Sergej Evljuskin (VfL Wolfsburg), Jérôme Boateng (Hertha BSC), Sidney Sam (Hamburger SV), Dennis Schmidt (Bayer 04 Leverkusen), Änis Ben-Hatira (Hamburger SV), Max Kruse (Werder Bremen), Manuel Konrad (SC Freiburg), Sebastian Tyrała (Borussia Dortmund), Christian Sauter (VfB Stuttgart), Nils Petersen (FC Carl Zeiss Jena), Mesut Özil (FC Schalke 04), Kim Falkenberg (Bayer 04 Leverkusen), Ralf Fährmann (FC Schalke 04) – Betreuer: Frank Engel.
- Frankreich: Johann Carrasso, William Vainqueur, Paul Baysse, Garry Bocaly, Guillaume Borne, Jean-Alain Fanchone, Étienne Capoue, Malaury Martin, Rudy Gestede, Bakary Sako, Steve Pinau, Frédéric Nimani, Granddi Ngoyi, Kévin Monnet-Paquet, Damien Plessis, Simon Pontdemé, Quentin Othon, Jean-Yves Mvoto – Betreuer: Guy Ferrier.
- Griechenland: Ilias Vouras, Michalis Boukouvalas, Vasilios Apostolopoulos, Sokratis, Manolis Moniakis, Georgios Siakas, Sotirios Ninis, Georgios Ioannidis, Athanasios Papazoglou, Andreas Lambropoulos, Konstantinos Mitroglou, Kyriakos Stratilatis, Vasilis Koutsianikoulis, Vasileios Pliatsikas, Anastasios Papazoglou, Giannis Papadopoulos, Elini Dimoutsos, Dimitris Siovas – Betreuer: Nikos Nioplias.
- Österreich (Ausrichter): David Schartner (SV Seekirchen 1945), Georg Margreitter (LASK Linz), René Seebacher (FC Kärnten), Dominic Pürcher (Sturm Graz), Christian Ramsebner (Austria Wien), Julian Baumgartlinger (TSV 1860 München), Haris Bukva (Austria Kärnten), Daniel Beichler (Sturm Graz), Marc Sand (FC Kärnten), Christoph Mattes (SC Heerenveen), Manuel Salomon (FC Lustenau), Thomas Hinum (Austria Kärnten), Michael Glauninger (Grazer AK), Clemens Walch (FC Red Bull Salzburg), Peter Hackmair (SV Ried), Marko Arnautović (FC Twente Enschede), Rubin Okotie (Austria Wien), Michael Zaglmair (LASK Linz) – Betreuer: Hermann Stadler.
- Portugal: Hugo Ventura, Luis Portela, Miguel Ângelo Marques Granja („Bura“), Daniel Carriço, Ruben Lima, João Paulo Neto Martins, Andre Monteiro, André Castro, Daniel João Santos Candeias, Fábio Paim, João Mendes Gonçalves, Marco António Garcia Pinto, Stélvio Rosa da Cruz, Ivan Santos, Tiago Pinto, Romeu Ribeiro, Orlando Sá, Yago Fernández – Betreuer: Edgar Borges.
- Russland: Sergei Borodin, Artjom Perschin, Ruslan Kambolow, Ruschan Chasjanow, Sergei Goljatkin, Andrei Kusnezow, Ruslan Balow, Kirill Kurotschkin, Artjom Dsjuba, Pawel Mamajew, Sergei Pesjakow, Waleri Sokolow, Igor Smolnikow, Alexander Salugin, Andrei Iwanow, Nikita Andrejew, Wladimir Djadjun – Betreuer: Rawil Sabitow.
- Serbien: Branislav Danilović, Nenad Adamovic, Nemanja Zlatkovic, Miloš Karišik, Jagoš Vuković, Nikola Gulan, Ljubomir Fejsa, Miloš Bosančić, Rodoljub Marjanović, Miralem Sulejmani, Dušan Tadić, Živko Živković, Zoran Milovac, Ivan Radovanović, Dragomir Vukobratović, Miloš Živanović, Nenad Sreckovic, Nenad Marinković – Betreuer: Zvonko Živković.
- Spanien: Issac Jiménez, Víctor David Diaz Miguel, Javier Cantero, Javier Modrego Casado, Ion Echaide, Ángel Montoro, César Azpilicueta, Javi Martínez, Emilio Nsue López, Aarón Ñíguez, Carlos Coto, Pablo Gil, Sergio Asenjo, Mikel San José, Daniel Parejo, Carlos Martínez Aibar, Jose Zamora, Jesús Berrocal – Betreuer: Juan Santisteban.

## Austragungsorte
Die Spiele wurden in vier Städten im Bundesland Oberösterreich ausgetragen.
| Linz |

| Pasching |

| Ried im Innkreis |

| Steyr |

| Linz |

| Pasching |

| Ried im Innkreis |

| Steyr |

## Vorrunde

### Gruppe A
| Pl. | Land         | Sp. | S | U | N | Tore    | Diff. | Punkte |
| --- | ------------ | --- | - | - | - | ------- | ----- | ------ |
| 1.  | Spanien      | 3   | 1 | 2 | 0 | 003:100 | +2    | 05     |
| 2.  | Griechenland | 3   | 1 | 2 | 0 | 002:100 | +1    | 05     |
| 3.  | Portugal     | 3   | 1 | 1 | 1 | 003:200 | +1    | 04     |
| 4.  | Österreich   | 3   | 0 | 1 | 2 | 001:500 | −4    | 01     |

|                                        |   |              |           |
| 16. Juli 2007 um 17:15 Uhr in Linz     |   |              |           |
| Griechenland                           | – | Portugal     | 1:0 (0:0) |
| 16. Juli 2007 um 20:00 Uhr in Linz     |   |              |           |
| Österreich                             | – | Spanien      | 0:2 (0:0) |
| 18. Juli 2007 um 18:00 Uhr in Steyr    |   |              |           |
| Spanien                                | – | Portugal     | 1:1 (0:0) |
| 18. Juli 2007 um 20:00 Uhr in Pasching |   |              |           |
| Österreich                             | – | Griechenland | 1:1 (0:1) |
| 21. Juli 2007 um 18:00 Uhr in Ried     |   |              |           |
| Portugal                               | – | Österreich   | 2:0 (0:0) |
| 21. Juli 2007 um 18:00 Uhr in Linz     |   |              |           |
| Spanien                                | – | Griechenland | 0:0       |

### Gruppe B
| Pl. | Land        | Sp. | S | U | N | Tore    | Diff. | Punkte |
| --- | ----------- | --- | - | - | - | ------- | ----- | ------ |
| 1.  | Deutschland | 3   | 2 | 1 | 0 | 007:500 | +2    | 07     |
| 2.  | Frankreich  | 3   | 1 | 2 | 0 | 006:300 | +3    | 05     |
| 3.  | Serbien     | 3   | 1 | 0 | 2 | 010:100 | ±0    | 03     |
| 4.  | Russland    | 3   | 0 | 1 | 2 | 004:900 | −5    | 01     |

|                                        |   |             |           |
| 16. Juli 2007 um 18:00 Uhr in Steyr    |   |             |           |
| Deutschland                            | – | Russland    | 3:2 (2:0) |
| 16. Juli 2007 um 18:00 Uhr in Ried     |   |             |           |
| Frankreich                             | – | Serbien     | 5:2 (2:2) |
| 18. Juli 2007 um 17:15 Uhr in Pasching |   |             |           |
| Russland                               | – | Serbien     | 2:6 (1:2) |
| 18. Juli 2007 um 20:00 Uhr in Ried     |   |             |           |
| Deutschland                            | – | Frankreich  | 1:1 (1:0) |
| 21. Juli 2007 um 20:00 Uhr in Pasching |   |             |           |
| Serbien                                | – | Deutschland | 2:3 (1:0) |
| 21. Juli 2007 um 20:00 Uhr in Steyr    |   |             |           |
| Russland                               | – | Frankreich  | 0:0       |

## Finalrunde

### Halbfinale
|                                        |   |              |                      |
| 24. Juli 2007 um 17:30 Uhr in Steyr    |   |              |                      |
| Deutschland                            | – | Griechenland | 2:3 (1:1)            |
| 24. Juli 2007 um 20:30 Uhr in Pasching |   |              |                      |
| Spanien                                | – | Frankreich   | 0:0 n. V., 4:2 i. E. |

### Finale
|                                    |   |              |           |
| 27. Juli 2007 um 20:00 Uhr in Linz |   |              |           |
| Spanien                            | – | Griechenland | 1:0 (1:0) |

Spanien wurde zum fünften Mal U-19-Europameister.

## Schiedsrichter
- Peter Rasmussen
- Kevin Blom
- Claudio Circhetta
- Pavel Královec
- Cüneyt Çakır
- Oleh Oriekhov